# Muzeum Tatrzańskie im. dra Tytusa Chałubińskiego w Zakopanem

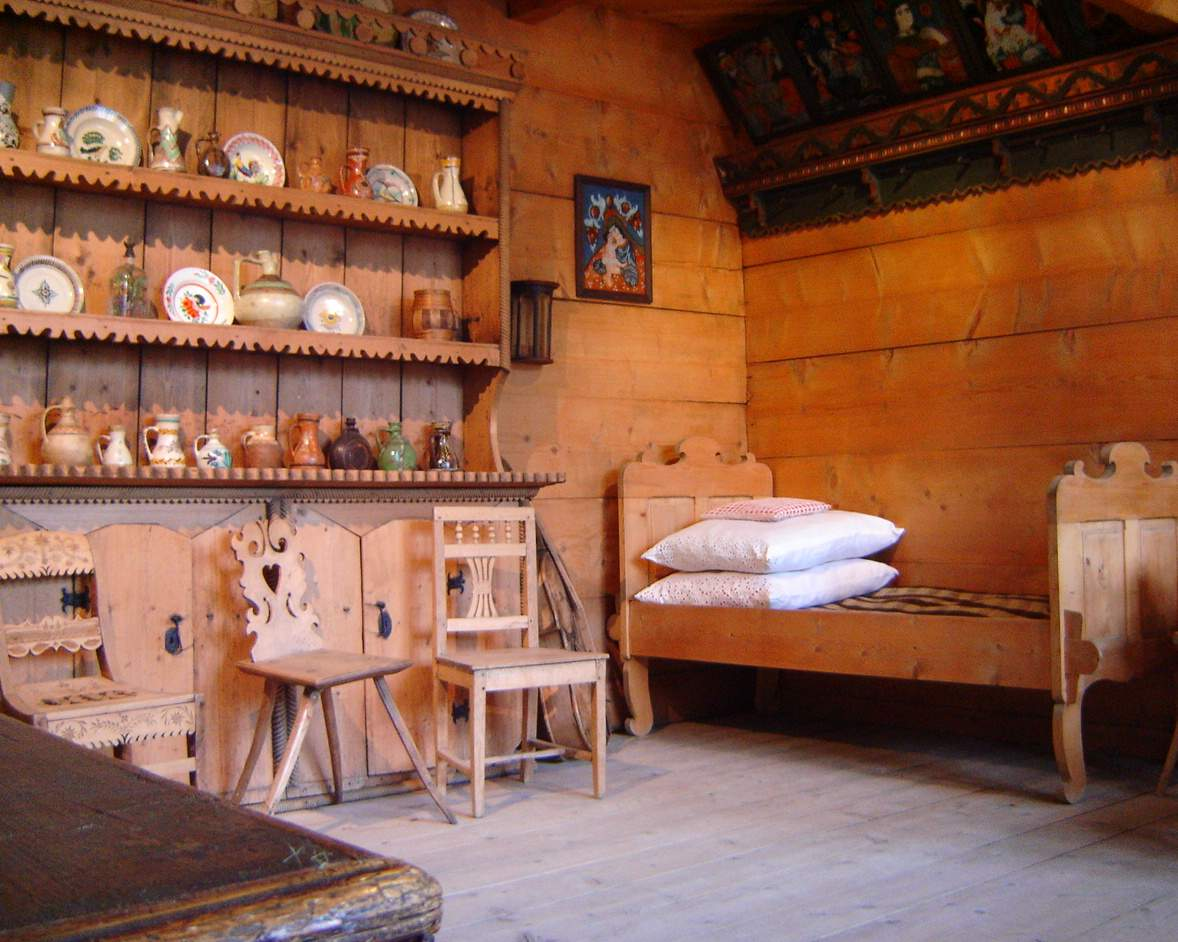
Fragment wystawy etnograficznej na parterze gmachu głównego (pokój sypialny chaty góralskiej z połowy XIX wieku)

Muzeum Tatrzańskie im. dra Tytusa Chałubińskiego w Zakopanem – wielooddziałowa instytucja kultury, współprowadzona przez Ministerstwo Kultury i Dziedzictwa Narodowego, zarejestrowana w Państwowym Rejestrze Muzeów pod numerem 93/134.
Jedno z najstarszych muzeów w Polsce powołane przez Towarzystwo Muzeum Tatrzańskiego w 1889. Do grupy założycieli Muzeum należeli: Adolf Scholtze, dr Ignacy Baranowski, dr Władysław Florkiewicz i wiele innych osobistości.
Muzeum posiada 11 oddziałów – w tym 7 w Zakopanem oraz po jednej w: Chochołowie, Czarnej Górze, Jurgowie i Łopusznej. W przyszłości planowane jest otwarcie nowego oddziału - Muzeum Taternictwa i Narciarstwa. 

## Historia budynku
Pierwszą siedzibą Muzeum był dom Jana Krzeptowskiego na Krupówkach 7, kolejną wybudowaną już z myślą o Muzeum był budynek przy ul. Chałubińskiego projektu Józefa Dziekońskiego ukończony w 1892 roku. Nawiązywał on stylistycznie do architektury góralskiej. Powstał na terenie przekazanym na rzecz Muzeum przez dzieci dra Tytusa Chałubińskiego. Współcześnie siedziba główna mieści się w Zakopanem przy ul. Krupówki 10, budynku zaprojektowanym przez Stanisława Witkiewicza i Franciszka Mączyńskiego, Projektanci długo nie mogli dojść do porozumienia, mediowała między nimi Bronisława Dłuska. W końcu budowa rozpoczęła się w 1913 roku, a zakończyła ostatecznie w 1924, z tym że dwa lata wcześniej oficjalnie otwarto budynek dla zwiedzających i przeniesiono tam kolekcje. Budynek jest jedną z niewielu realizacji architektury murowanej w stylu zakopiańskim.

## Kolekcje i działy

### Historia kolekcji
Muzeum Tatrzańskie powstało jako inicjatywa społeczna, nie mogło więc liczyć na subwencje lokalnych władz Królestwa Galicji i Lodomerii. Utrzymywało się z przekazów, darowizn, datków i wpływów z biletów. Z tego powodu nie było początkowo w stanie rozwinąć i wprowadzić spójnej polityki rozbudowy kolekcji. Nie zmienił tej sytuacji nawet fakt powstania w 1918 roku państwa Polskiego, bowiem przekazywane przez nowe władze dotacje były niewystarczające.
Pierwsze kolekcje na rzecz Muzeum przekazał dr Tytus Chałubiński, a były to: zbiory skał (1873–1887) i zielnik mchów (ponad 2700 okazów); na rzecz Muzeum przekazała zbiory z lat 1869–1887 (zebrane przez Władysława Kulczyńskiego) Komisja Fizjograficzna AU w Krakowie. Za pośrednictwem dra Chałubińskiego do Muzeum trafiły też pierwsze okazy fauny tatrzańskiej (ok. 400 sztuk) z kolekcji Antoniego Kocyana. Stanisław Drohojowski ofiarował zaś zbiory etnograficzne (1889 r.), które w 1896 roku wzbogacone zostały o przekaz Róży hr. Krasińskiej, w 1906 – o 250 obiektów z kolekcji Zygmunta Gnatowskiego, a w 1921 – o przekaz Marii i Bronisława Dembowskich. Zbiory etnograficzne rozbudowywane były również w związku z działalnością Sekcji Ludoznawczej Towarzystwa Tatrzańskiego.
Dzieje zbiorów sztuki Muzeum Podhalańskiego to również historia biografii artystów, którzy w Zakopanem pomieszkiwali i tworzyli: Wojciech Gerson, Walery Eliasz-Radzikowski, Stanisław Witkiewicz i Witkacy, Władysław Skoczylas, Zofia Stryjeńska, Rafał Malczewski, Wojciech Brzega, Wojciech Weiss, Stanisław Gałek i wielu innych.
Działalność wystawiennicza w budynku obejmuje ekspozycję stałą oraz wystawy czasowe. 21 stycznia 2023 r. w odnowionym gmachu Muzeum otwarto na nowo zaaranżowaną, stałą wystawę historyczno-etnograficzną i przyrodniczą. Jest to już piąta z kolei stała ekspozycja muzealna urządzona w tym budynku i zarazem siódma w historii Muzeum Tatrzańskiego.

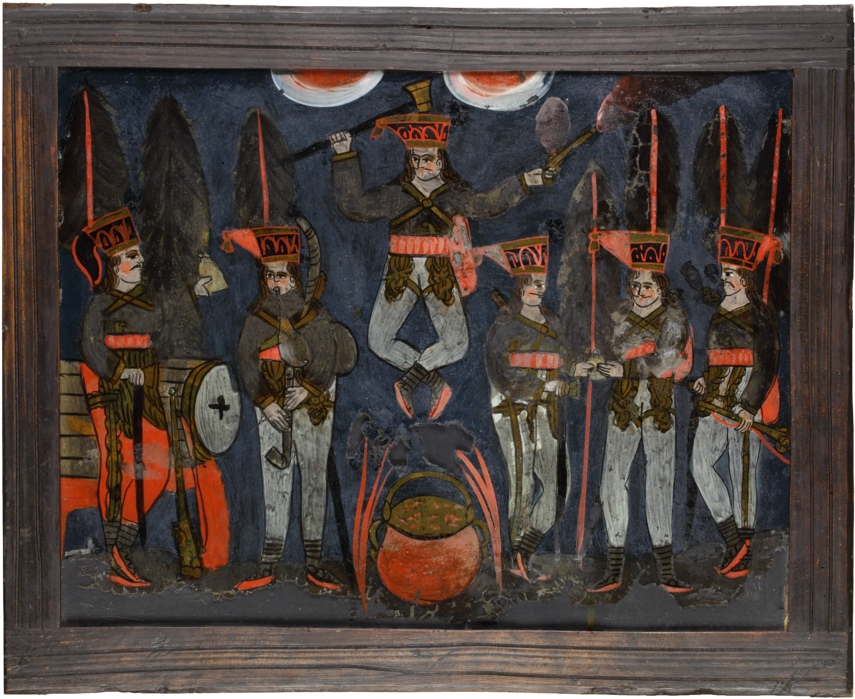
Malarstwo ludowe na szkle, Gmach Główny Muzeum Tatrzańskiego – „przyjęcie Surowca”

### Kolekcje
Muzeum kolekcjonuje obiekty z zakresu:
- skał i minerałów,
- florystyczne (układ piętrowy roślinności Tatr, za gmachem głównym alpinarium Zakładu Ochrony Przyrody PAN) i faunistyczne (głównie ptaków i ssaków, zbiory obejmują ok. 230 gatunków),
- etnograficzne typowe dla Podhala, Spisza i Orawy (w gmachu głównym prezentowane są sprzęty, ubiór, sztuka zdobnicza i rzeźba, a także pasterstwo górali podtatrzańskich),
- dzieła sztuki: grafika, malarstwo, malarstwo na szkle, rzeźba i zbiory fotograficzne.

Ponadto muzeum gromadzi literaturę tatroznawczą (ok. 30 tys. woluminów) i nieregularnie wydaje „Rocznik Podhalański”.

### Działy
Działalność Muzeum prowadzona jest w działach:
- Sztuki,
- Etnografii,
- Przyrodniczym,
- Konserwacji Zabytków Ruchomych,
- Ochrony Zabytków,
- Historyczno-Oświatowy,
- Biblioteka-Archiwum i Muzeum Kornela Makuszyńskiego.

## Status Muzeum Narodowego
30 grudnia 2020 Minister Kultury, Dziedzictwa Narodowego i Sportu prof. Piotr Gliński podpisał z ówczesnym Marszałkiem Województwa Małopolskiego Witoldem Kozłowskim i ówczesną dyrektor Muzeum Tatrzańskiego Anną Wende-Surmiak 7-letnią umowę o współprowadzeniu Muzeum przez Ministerstwo Kultury i Dziedzictwa Narodowego. Tym samym od 1 stycznia 2021 Muzeum Tatrzańskie zostało podniesione do rangi Muzeum Narodowego.

## Dyrektorzy[10]
- Juliusz Zborowski (1920-1965)
- Klementyna Żurowska (p.o., 1965-1970)
- Eugeniusz Zrost (p.o., 1970-1976)
- Tadeusz Szczepanek (1976-1991)
- Teresa Jabłońska (1991-2012)
- Anna Wende-Surmiak (2012-2022)[11]
- Michał Murzyn (od 2022)[11]

## Ludzie związani z Muzeum
Bronisław Piłsudski – stworzył w ramach Towarzystwa Tatrzańskiego Sekcję Ludoznawczą, której członkowie w kadrze przez niego opracowanych założeń programowych realizowali etnograficzne badania terenowe na obszarze Podhala, Orawy, Spisza. Piłsudski jako doświadczony muzealnik opracował dla Muzeum Tatrzańskiego problematykę ekspozycji etnograficznej, był pomysłodawcą muzealnego czasopisma (,,Rocznik Podhalański”). Przekazał do Muzeum 168 artefaktów. Część postulatów Piłsudskiego zrealizowana została dopiero po II wojnie światowej.
Stanisław Witkiewicz – zaprojektował wille „Oksza” (dla Bronisławy i Wincentego Korwin-Kossakowskich), Koliba (dla Zygmunta Gnatowskiego), aktualne siedziby dwóch oddziałów Muzeum Tatrzańskiego: Galeria Sztuki XX wieku i Muzeum Stylu Zakopiańskiego. Wraz z Franciszkiem Mączyńskim (projekt techniczny) stworzyli projekt gmachu głównego przy ul. Krupówki 10.
Juliusz Zborowski – dyrektor muzeum w latach 1923–1965. Tworzył instytucjonalne i ideowe zręby struktury Muzeum Tatrzańskiego. Tworząc instytucję posiłkował się programem badań etnograficznych Piłsudskiego i technikami wykorzystywanymi przez niego w badaniach – „...Zborowski jako pierwszy w Polsce użył fonografu do nagrań muzyki ludowej”.

## Oddziały muzeum
- Galeria Władysława Hasiora
- Muzeum Stylu Zakopiańskiego
- Galeria Sztuki XX wieku w willi Oksza
- Galeria Sztuki na Kozińcu
- Muzeum Kornela Makuszyńskiego
- Chałupa Gąsieniców Sobczaków
- Muzeum Walki i Męczeństwa „Palace” w Zakopanem
- Zagroda Bafiów w Chochołowie
- Dwór w Łopusznej
- Zagroda Korkoszów w Czarnej Górze
- Zagroda Sołtysów w Jurgowie